# Морком, Элизабет
Элизабет Эллинор Джейн Морком (англ. Elizabeth Ellinor Jane Morcom) — австралийская пианистка, органист и аккомпаниатор.

## Биография
Элизабет Морком родилась в семье учителя Эдвина Моркома и его жены Эллен. Обучалась Морком сперва в начальной школе, где преподавал её отец, а затем в средней школе Балларата. В методистской церкви Балларата, которую часто посещала чета Морком, Элизабет получила свои первые музыкальные навыки, сопровождая игрой на фортепиано и органе мероприятия, проходящие в церкви. В 1927 году она поступила на учёбу в Консерваторию Мельбурнского университета, где её преподавателеми стали органист Артур Никсон и Джеймс Стил.
После окончания учёбы Морком вернулась к игре на органе в церквях Балларата. В 1941 году она была назначена официальным аккомпаниатором ежегодного конкурса Общества Саут-стрит, а также конкурса вокалистов Melbourne Sun Aria. В послевоенные годы востребованность Морком как аккомпаниатора сильно возросла и помимо сотрудничества с сотнями музыкантов ей также довелось примерить на себя роль преподавателя и члена жюри нескольких международных конкурсов. В 1980 году за свои музыкальные заслуги она была награждена медалью Британской империи. На исходе лет, отошедшая от музыки Морком стала инициатором создания программы помощи студентам из Балларата и прилегающих районов в поступлении в Мельбурнский университет, в 1999 году превратившейся в организацию под названием «Стипендиальный фонд Эллинор Морком». 
Умерла Морком от пневмонии 5 июля 2000 года в доме, где она жила с детства, её прах был захоронен на старом кладбище Балларата.